# Służba więzienna

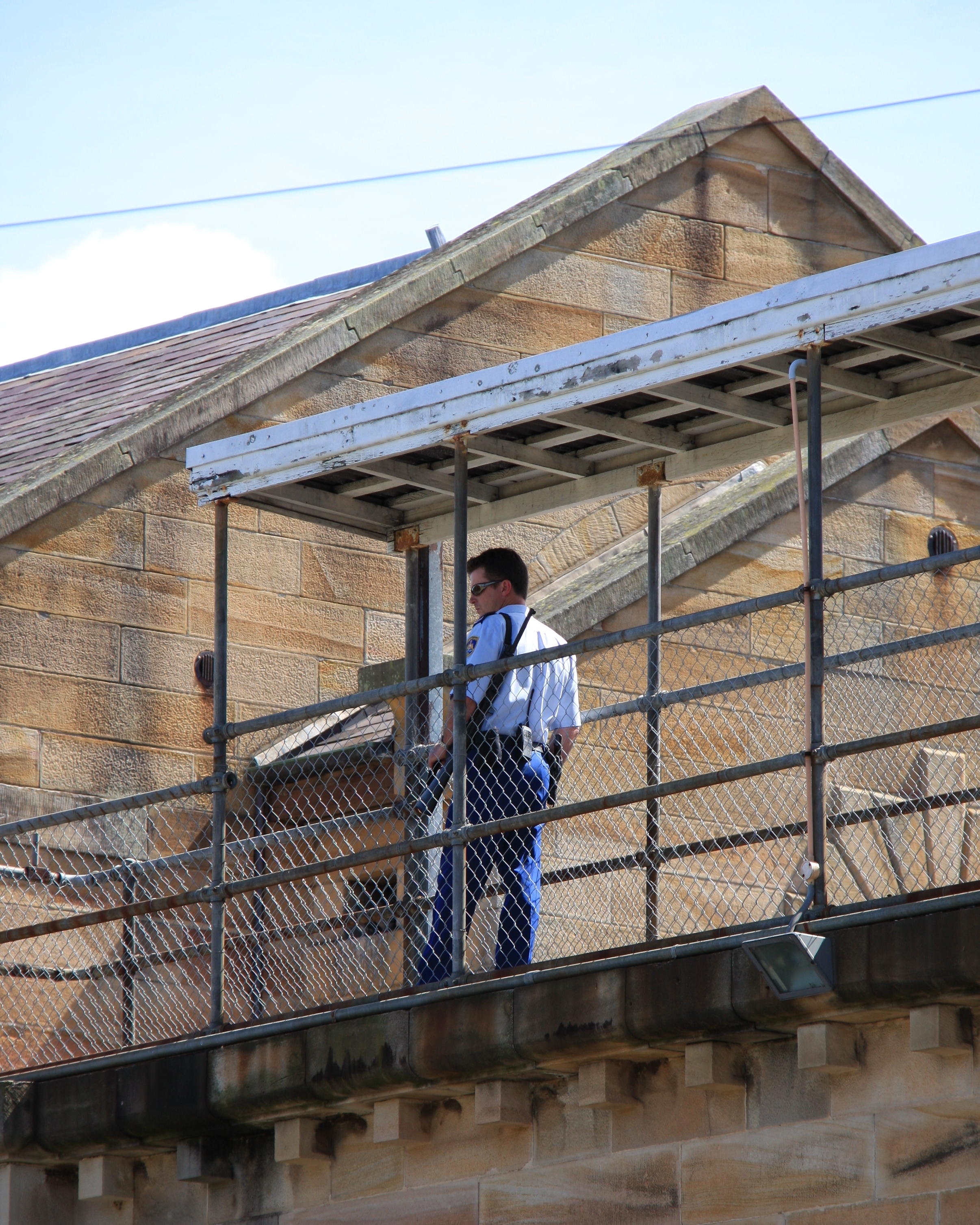
Funkcjonariusz australijskiej służby więziennej

Służba więzienna – służba mundurowa odpowiedzialna za nadzór i zapewnienie bezpieczeństwa osadzonym w zakładach karnych (więzieniach) lub analogicznych miejscach odosobnienia.
Służba więzienna jest odpowiedzialna za zatrzymanie, opiekę i kontrolę osób aresztowanych; może również odpowiedać za osoby oczekujące na rozprawę sądową lub osoby już skazane, przebywające w areszcie. Jest również zobligowana do zapewniania bezpieczeństwa i ochronę samego obiektu jednostki karnej. Służby więzienne są zazwyczaj formowane przez państwo w którym działają, ale zdarzają się też przypadki zatrudniania w tym celu firm prywatnych.

## W Polsce
W Polsce służba więzienna podlega Ministrowi Sprawiedliwości i posiada własną strukturę organizacyjną, która realizuje zadania w zakresie wykonywania kar pozbawienia wolności i tymczasowego aresztowania określonych w Kodeksie karnym wykonawczym.